# Valencia (tỉnh)

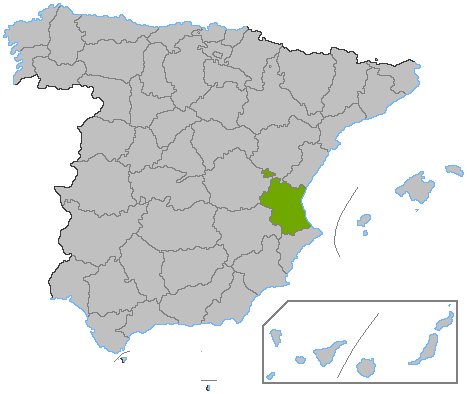
tỉnh Valencia

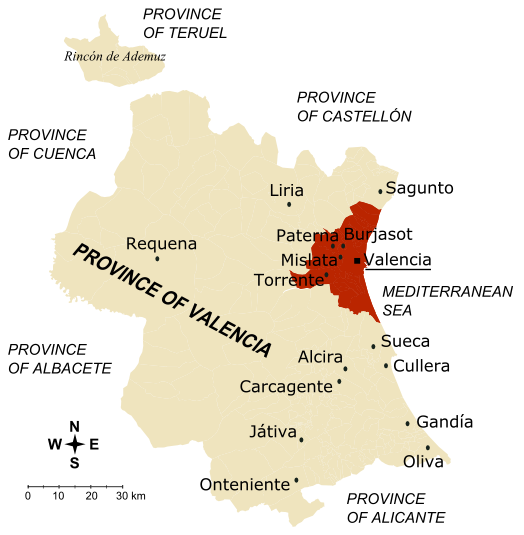
Bản đồ tỉnh Valencia và các đô thị chính.

Valencia (Tiếng Tây Ban Nha: Valencia /ba'len.θja/; tiếng Valencia: València /va'łen.si.a/) là một tỉnh của Tây Ban Nha, ở trung bộ của cộng đồng Valencia.
Tỉnh này giáp các tỉnh Alicante, Albacete, Cuenca, Teruel, Castellón, và Địa Trung Hải. Một phần lãnh thổ tỉnh này, Rincón de Ademuz, là một vùng lãnh thổ nằm lọt giữa các tỉnh Cuenca và Teruel.
Trong số 2.267.503 dân ở tỉnh này, 1/3 sinh sống ở thủ phủ Valencia, cũng là thủ phủ cộng đồng tự trị. Có 265 đô thị ở tỉnh này. Xem danh sách các đô thị tại Valencia.
Trong lịch sử, tỉnh này được chia thành các comarca/comarque:
- El Camp de Túria
- El Camp de Morvedre
- La Canal de Navarrés
- La Costera
- La Hoya de Buñol
- L'Horta de Valencia

- Horta Nord
- Horta Oest
- Horta Sud
- València

- La Plana de Utiel
- El Rincón de Ademuz
- La Ribera Alta
- La Ribera Baixa
- La Safor
- Los Serranos
- La Vall d'Albaida
- El Valle de Cofrentes - Ayora